# Finnekumla socken
Finnekumla socken i Västergötland ingick i Kinds härad, ingår sedan 1974 i Ulricehamns kommun och motsvarar från 2016 Finnekumla distrikt.
Socknens areal är 25,81 kvadratkilometer varav 17,85 land. År 2000 fanns här 246 invånare.  En del av tätorten Vegby samt kyrkbyn Finnekumla med sockenkyrkan Finnekumla kyrka ligger i socknen. 

## Administrativ historik
Socknen har medeltida ursprung. 
Vid kommunreformen 1862 övergick socknens ansvar för de kyrkliga frågorna till Finnekumla församling och för de borgerliga frågorna bildades Finnekumla landskommun. Landskommunen uppgick 1952 i Åsundens landskommun som 1974 uppgick i Ulricehamns kommun. Församlingen uppgick 2006 i Åsundens församling.
1 januari 2016 inrättades distriktet Finnekumla, med samma omfattning som församlingen hade 1999/2000.  
Socknen har tillhört län, fögderier, tingslag och domsagor enligt vad som beskrivs i artikeln Kinds härad. De indelta soldaterna tillhörde Älvsborgs regemente, Norra Kinds kompani.

## Geografi
Finnekumla socken ligger söder om Ulricehamn med Åsunden i norr, Sämsjön i öster och Välebrosjön (Yttre Åsunden)  i väster. Socknen är en odlingsbygd med kärrmarker i söder.

## Fornlämningar
Två boplatser, lösfynd och en hällkista från stenåldern är funna. Från bronsåldern finns gravrösen. Från järnåldern finns gravfält.

## Namnet
Namnet skrevs 1413 Finnakumblum och kommer från kyrkbyn. Efterleden innehåller kummel, '(grav)minnesmärke' syftande på ett bronsåldersröse vid byn. Förleden innehåller sannolikt finne, 'kringströvande jägare och fiskare'.
Namnet skrevs före 4 september 1904 även Finnekomla socken.